# Żurawin (Rychwał)
Żurawin – część miasta Rychwał w Polsce położona w województwie wielkopolskim, w powiecie konińskim, w gminie Rychwał.
Żurawin znajduje się w północnej części miasta, około 0,5 km od głównej części.